# Telesphore Placidus Toppo
Telesphore Placidus Toppo (Chainpur, 15. listopada 1939. – ?, 4. listopada 2023.) bio je indijski rimokatolički kardinal i nadbiskup Ranchija.

## Životopis
Rođen 15. listopada 1939. kao 8. od desetero djece. Studirao je na sveučilištu u Ranchiju i teologiju na Urbanianumu u Rimu. Zaređen je za svećenika 3. svibnja 1969. godine.
Toppo je 7. listopada 1978. posvećen za biskupa biskupije Dumka, a uskoro prebačen u Ranchi najprije kao koadjutor, a potom kao nadbiskup (od 1985.). Bio je predsjednik Biskupske konferencije Indije od 12. siječnja 2004. do 19. veljače 2008. Također je služio i kao predsjednik Biskupske konferencije Indije – latinskog obreda od 2003. do 2005. godine. Bio je jedan od kardinala birača koji su sudjelovali na konklavi 2013. godine. Za svoje geslo imao je Pripravite put Gospodu (lat. Parare Viam Domini).

## Vanjske poveznice
- (engl.) Mrežne stranice Biskupije Ranchi  Arhivirana inačica izvorne stranice od 7. rujna 2006. (Wayback Machine)
- (engl.) Životopis kardinala na catholic-pages.com  Arhivirana inačica izvorne stranice od 20. travnja 2005. (Wayback Machine)